# Championnat de Pologne de football 1938
Navigation
Édition précédente Édition suivante
La saison 1938 du championnat de Pologne est la dix-septième saison de l'histoire de la compétition. Cette édition a été remportée par le Ruch Chorzów, devant le Warta Poznań.

## Les clubs participants
| Club                  | Ville    |
| --------------------- | -------- |
| AKS Chorzów           | Chorzów  |
| KS Cracovia           | Cracovie |
| LKS Łódź              | Lódź     |
| Pogoń Lvov            | Lvov     |
| Polonia Varsovie      | Varsovie |
| Ruch Chorzów          | Chorzów  |
| Smigły Wilno          | Wilno    |
| Warszawianka Varsovie | Varsovie |
| Warta Poznań          | Poznań   |
| Wisła Cracovie        | Cracovie |

## Compétition

### Classement
| Rang | Équipe                | Pts | J  | G  | N | P  | Bp | Bc | Diff |
| ---- | --------------------- | --- | -- | -- | - | -- | -- | -- | ---- |
| 1    | Ruch Chorzów          | 27  | 18 | 13 | 1 | 4  | 57 | 35 | +22  |
| 2    | Warta Poznań (P)      | 21  | 18 | 9  | 3 | 6  | 58 | 38 | +20  |
| 3    | Wisła Cracovie        | 20  | 18 | 8  | 4 | 6  | 41 | 36 | +5   |
| 4    | Polonia Varsovie (P)  | 19  | 18 | 9  | 1 | 8  | 40 | 38 | +2   |
| 5    | Pogoń Lvov            | 19  | 18 | 9  | 1 | 8  | 23 | 26 | -3   |
| 6    | AKS Chorzów           | 18  | 18 | 8  | 2 | 8  | 42 | 30 | +12  |
| 7    | KS Cracovia           | 18  | 18 | 8  | 2 | 8  | 37 | 42 | -5   |
| 8    | Warszawianka Varsovie | 15  | 18 | 7  | 1 | 10 | 34 | 46 | -12  |
| 9    | ŁKS Łódź              | 12  | 18 | 4  | 4 | 10 | 25 | 45 | -20  |
| 10   | Śmigły Wilno          | 11  | 18 | 5  | 1 | 12 | 29 | 50 | -21  |

| Légende | Légende               |
| ------- | --------------------- |
|         | Champion de Pologne   |
|         | Relégation en Klasa A |
|         | (P) : Promu           |

## Meilleurs buteurs
| # | Joueur            | Équipe       | Buts |
| - | ----------------- | ------------ | ---- |
| 1 | Teodor Peterek    | Ruch Chorzów | 21   |
| 2 | Leonard Piątek    | AKS Chorzów  | 20   |
| 3 | Ernest Wilimowski | Ruch Chorzów | 19   |